# Regenboogincakolibrie
De regenboogincakolibrie (Coeligena iris) is een vogel uit de familie Trochilidae (kolibries).

## Verspreiding en leefgebied
Deze soort komt voor in Ecuador en Peru en telt zes ondersoorten:
- C. i. hesperus: het zuidelijke deel van Centraal-Ecuador.
- C. i. iris: Loja (zuidelijk Ecuador) en Piura (noordelijk Peru).
- C. i. aurora: Cajamarca en Cutervo (noordwestelijk Peru).
- C. i. flagrans: noordwestelijk Cajamarca (noordwestelijk Peru).
- C. i. eva: zuidelijk Cajamarca en La Libertad (noordwestelijk Peru).
- C. i. fulgidiceps: ten oosten van Marañón (noordelijk Peru).